# Кінематограф Естонії
Шаблон:Кінематограф Європи
Естонський кінематограф — кіномистецтво та кіноідустрія Естонії.

## Історія

### Раннє кіно

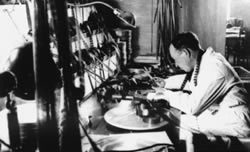
Костянтин Мярска на студії «Еесті культуурфільм» 1936 року

Перші кіносеанси відбулись в Таллінні й Тарту 1896 року. Апаратура братів Люм'єр з'явилась 1897 року, а з 1907 почав роботу стаціонарний кінотеатр у Таллінні.
Перші кінозйомкі відбулись 1908 року в Таллінні, 1910 — в Пярну кінофірмами «Pathé», «Gaumont» та «Еклер». 1912 року тартуський фотограф Йоганнес Пяязуке відкрив першу кіностудію в Тарту (Estonia Film Tartus) та зняв свій перший фільм. Він був документальним, змонтованим з кінохроніки про відвідання Ревеля шведським королем Густавом V. Наступний фільм, знятий 1914 року Йоганнесом Пяезуке, називався «Полювання на ведмедя в Пярнумаа» („Karujaht Pärnumaal“) та був сатиричною комедією про німецьких баронів.
З іменами талліннських фотографів братів Парікас і Мярска пов'язана діяльність кінофірми «Естонія-фільм», що працювала з 1920 до 1932 року та випускала кінохроніки, навчальні та рекламні фільми, а також короткометражні ігрові стрічки.
Перший звуковий фільм «Золотий павук» зняв 1930 року Мярска, який використовував установки звукозапису саморобної конструкції. У 1930-х роках випускались в основному культурфільми та видові фільми, до кінця десятиріччя кіновиробництво зосередилось у студії «Еесті культуурфільм», яка отримувала державні дотації.

### У радянські часи

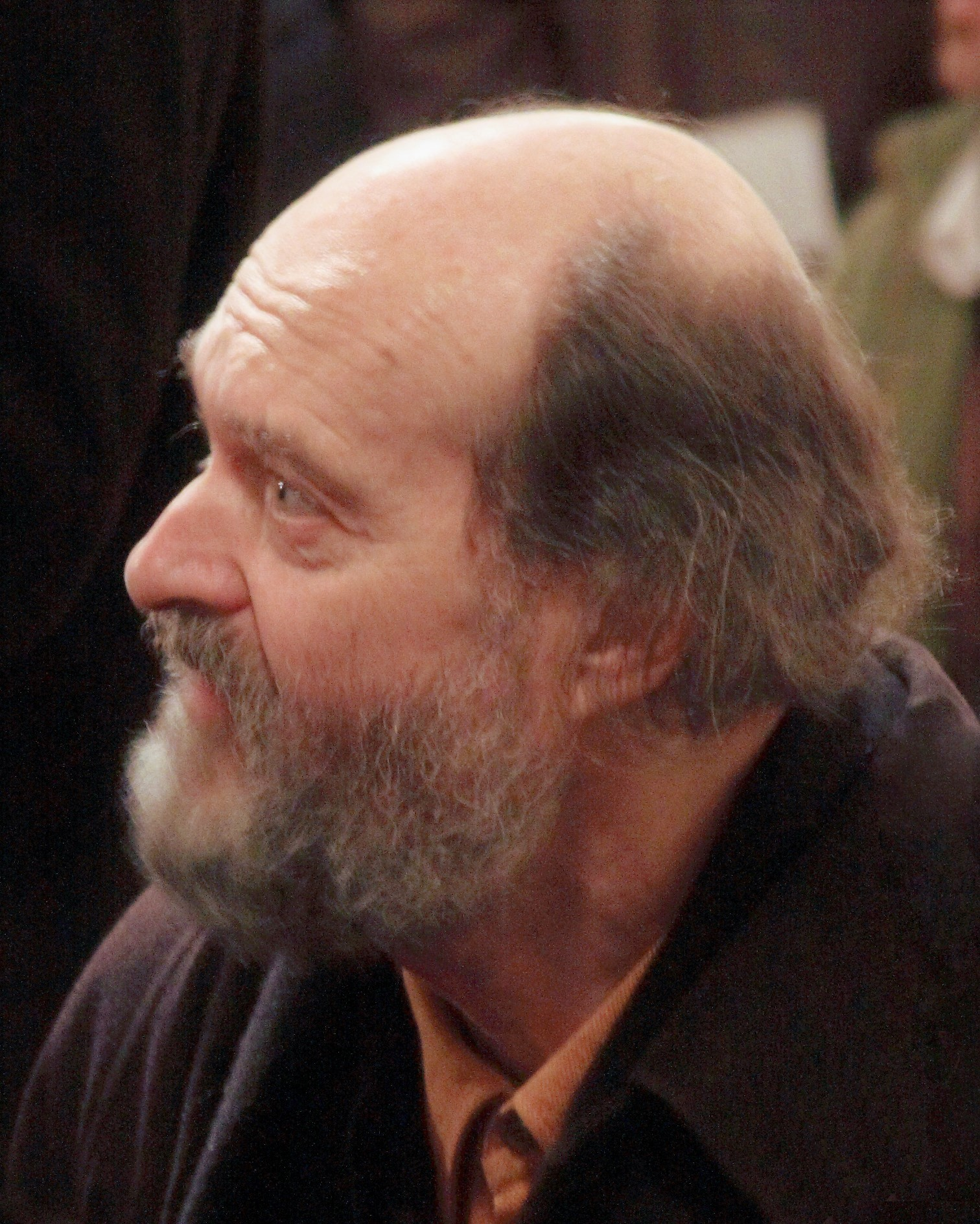
Арво Пярт

1941 року, вже в ЕРСР, студія «Еесті культуурфільм» була націоналізована й перетворена на «Естонську студію кінохроніки» (Таллінн). На ній почали зніматись фільми в стилі соціалістичного реалізму.
З 1944 року випускається кіножурнал «Радянська Естонія». У ті часи в Естонії працювали такі режисери, як Семен Школьников і Володимир Томберг. Багато фільмів з естонськими акторами й естонською драматургією ставились на «Ленфільмі».
Після Другої світової війни була відновлена Талліннська кіностудія, перейменована 1963 року на «Талліннфільм».
Знімались фільми з естонської історії — «Сонцеворот» (1968); етнографічні фільми, що відображували життя угро-фінських народів — «За північним вітром» (1970) та «Вітри Чумацького Шляху» (1977) — режисер Леннарт Мері; екранізації творів естонських класиків — «Новий Нечистий з пекла» (1964), «Школа пана Мауруса» (1976) за Антоном Таммсааре, «Що сталось із Андресом Лапетеусом» (1966) за Паулем Куусбергом, «Весна» (1969) за Отто Лутсом; науково-фантастичні фільми — Готель «У загиблого альпініста» (1979), «Дізнання пілота Піркса» (1980). Однією з провідних жінок-режисерів була Лейда Лайус, яка зняла фільми «Хазяїн Кирбоя» (Kõrboja peremees) (1979) та «Ігри для дітей шкільного віку» (Naerata ometi) (1985), що отримав на Кінофестивалі в Берліні приз ЮНІСЕФ.
Актори, які принесли до кіномистецтва театральні традиції — Юрі Ярвет, Лембіт Ульфсак, Еве Ківі, Елле Кулль, Ада Лундвер і М. Гаршнек (Галласте). Серед кінокомпозиторів відомі Борис Кирвер, Арво Пярт, Яан Ряетс, Ейно Тамберг, Вельо Торміс, Лепо Сумера й інші.
Виникнення лялькової мультиплікації (плоскої та об'ємної), належить до кінця 1950-х років. Спочатку вона ставилась для дітей, а надалі й для дорослих (як сатира). Популярність завоювали мультфільми в постановці Ельберта Туганова (засновника студії «Нукуфільм») та Гейно Парса. 1972 року з'явилась мальована мультиплікація під керівництвом художника Рейна Раамата.
Документальні фільми становили значну частину естонської кінематографії (у 1970-х роках випускалось до 15 стрічок на рік).

### Після 1991 року
Після розпаду розпаду СРСР кінематограф майже не спонсорувався державою, внаслідок чого він занепав. 1996 року Естонія випустила лише два документальних фільми „Lipule… güüsile… valvel!“ і „Turvalisuse illusioon“, художні фільми тоді не знімали взагалі. Кінотеатри швидко перетворились на крамниці й казино. 1997 року було засновано Естонський кінофонд, який зміг підтримувати виробництво п'яти повнометражних картин на рік.
1993 року студія мультиплікації на «Талліннфільмі» почала називатись «Еесті Йоонісфильм» (Eesti Joonisfilm), де працює найвідоміший аніматор Естонії Прійт Пярн. Особливість естонської анімації — нервовий, ультрасучасний дизайн, абсурдний, подекуди дикуватий гумор, складна образність..
Починаючи з 1995 року проводиться фестиваль «Темні ночі».
1997 Естонія випустила пародійний фільм «Всі мої Леніни» („Minu Leninid“) від Гарді Волмер.
1998 року «Георгіки» („Georgica“) режисера Сулева Кєедуса виграв приз ФІПРЕССІ на Міжнародному Кінофестивалі у Стокгольмі, а наступного року — Спеціальний приз Європа.
Найбільш комерційно успішні естонські фільми «Імена в граніті» („Nimed marmortahvlil“) 2002 й комедія 2003 року «Vanad ja kobedad saavad jalad alla», в Естонії збори кожного з цих фільмів перевищили голлівудський «Володар перснів: Дві фортеці» разом із продажем дисків цього блокбастера.
«Бунт свиней» („Sigade revolutsioon“), знятий 2004 року, виграв Приз Срібний Георгій на Московському кінофестивалі, а також Гран-прі Астуріас на Міжнародному фестивалі в Гійоні.
2007 року було знято 10 фільмів, найвідоміший з них «Осінній бал» (ест. Sügisball) отримав кілька нагород. Відомості також набув фільм «Клас» Ільмара Рааґа.
Серед останніх картин нагороджений призами фільм режисера Вейко Иунпуу «Спокуса святого Антонія» (2009).
Діє кіношкола, побудована за моделлю ВДІКа. Виробництво в середньому коливається від 3 до 6 ігрових фільмів на рік. Кількість кінотеатрів — 49, екранів — 74 (2010). Доля естонських фільмів — 2,03 % (2010).
2012 рік проголошено столітнім ювілеєм естонського кіно.

## 10 найкращих фільмів
2002 року було відзначено 10 найкращих фільмів за версією естонських кінокритиків і журналістів.
1. Kevade (Весна, 1969), Арво Круусмент
2. Hullumeelsus (Безумство, 1968), Кальйо Кіїск
3. Ideaalmaastik (Що посієш… 1980), Пєетер Сімм
4. Viimne reliikvia (Остання реліквія, 1969), Григорій Кроманов
5. Georgica (Георгіки, 1998), Сулєв Кєедус
6. Nipernaadi (Шукач пригод, 1993), Кальйо Кіїск
7. 'Hukkunud Alpinisti' hotell (Готель «У загиблого альпініста», 1979), Григорій Кроманов
8. Naerata ometi (Ігри для дітей шкільного віку, 1985), Лейда Лайус, Арво Іхо
9. Põrgupõhja uus Vanapagan (Новий нечистий з пекла, 1964), Григорій Кроманов, Юрі Мююр
10. Tuulte pesa (Гніздо на вітру, 1979), Олав Неуланд